# Rudolf Rademacher
Rudolf Rademacher (ur. 19 lipca 1913 w Lüneburgu, zm. 13 czerwca 1953 tamże) – niemiecki as myśliwski z okresu II wojny światowej odznaczony Krzyżem Rycerskim Krzyża Żelaznego.
Odniósł 126 zwycięstw w ponad 500 misjach bojowych. 90 z tych strąceń zgłosił na Froncie Wschodnim, z tego 21 to samoloty szturmowe Ił-2. Przynajmniej 8 ze zwycięstw odniósł latając na Froncie Zachodnim na odrzutowym myśliwcu Me 262. Zginął 13 czerwca 1953 w wypadku szybowca w swej rodzinnej miejscowości.

## Odznaczenia
- Krzyż Rycerski Krzyża Żelaznego – 30 września 1944[4]
- Krzyż Niemiecki w Złocie – 25 marca 1943
- Krzyż Żelazny I Klasy
- Krzyż Żelazny II Klasy